# Виолета (сериал)
„Виолета“ (на испански: Violetta) е аржентински тийн музикален сериал, разработен от Disney Channel Латинска Америка и Европа, Близкия изток и Африка (EMEA) и продуциран от компанията Pol-ка, където първо дебютира в Латинска Америка и Италия на 14 май 2012. В България сериалът започва излъчването си по Дисни Ченъл на 18 февруари 2013 г. На 10 януари 2015 г. започва излъчването по Нова телевизия с дублаж, като се излъчва само през уикендите, както и по Кино Нова. Година по-късно след финала на сериала, на 20 май 2016 г. са излъчени последните 14 минути, в които героите се сбогуват – отново с дублаж, но в 23:00 ч.
„Виолета“ е история за една талантлива тийнеджърка, която се завръща в Буенос Айрес заедно с баща си, след като дълги години живее в Европа.

## Сюжет
Внимание:  Текстът по-долу разкрива сюжета на произведението (или части от него)!

### Първи сезон
Виолета е тийнейджърка, която притежава много специален талант – да пее. Но не подозира за това. Тя е наследила този талант от майка си – известна певица на име Мария, която е починала при пътуване към турне. Оттогава Херман, нейният баща, я държи далеч от музиката и всичко, свързано с нея. Поради работа той не се задържа да живее дълго на едно място, разбира се, заедно с него и Виолета. Но те трябва да се върнат в родния ѝ град, Буенос Айрес. Там Виолета открива студио, в което открива своя талант и може да го разкрие – Студио 21. Там среща своите приятели-Франческа, Камила, Макси и други. Виолета се записва тайно от баща си в Студиото и изучава музика, създава свои песни. Тя среща и любовта си – Томас. Или не е той. Също открива любовта и в Леон, койтто къса с Людмила, която става враг на Виолета, за да е с нея. Херман търси учителка на Виолета и намира Анджи, нейната леля. По-късно Виолета разбира, че Анджи е нейната леля. След като с Леон стават двойка, Джейд, доведената майка на Виолета, разбира, че учи в Студиото, и заплашва да каже на баща ѝ, ако провали годежа им. Но годежа все пак се проваля и Джейд и Херман вече нe са сгодени. В същото време, Виолета и Леон късат, защото тя не може да избере между него и Томас. На една от стените на Студиото, слагат плакат на учениците, а на него е и Виолета. Преди Анджи, която е учителка по пеене в Студиото, да го махне, Херман го вижда и настоява с Виолета бързо да се преместят от Буенос Айрес. Те тръгват. Когато спират, защото Виолета е гладна и иска да си купи нещо, тя чува един уличен музикант да свири и започва да танцува. Купува си и бързо се прибира, за да не се ядоса Херман. Но той е очарован от това, което може Виолета, и обръща колата. Тя стига навреме за шоуто и песента ѝ с Франческа и Камила. Виолета пее и танцува с останалите на представлението.

### Втори сезон
Виолета се завръща за втората учебна година в студиото вече „Студио On Beat“. Тя е признала на баща си за страстта си към музиката и очаква годината да премине без лъжи и проблеми. Томас е заминал за Испания и Виолета и Леон се събират. Но щастието им не трае дълго. Новият ученик Диего, който е в таен съюз с Людмила, сваля Виолета и я разделя с Леон. Леон става гадже на механика си Лара, а Виолета – на Диего. Двамата се преструват, че са щастливи, и никой от тях не признава истинските си чувства. Федерико се завръща в Буенос Айрес, за да открие, че е влюбен в Людмила! Двамата се сближават, а Федерико е убеден, че зад злата личност се крие талантливо и прекрасно момиче. Джейд и Матиас наемат Есмералда, актриса, за да се сближи с Херман и да вземе парите му. Тя обаче се влюбва в него и се оказва неспособна да го стори. В деня на сватбата им Джейд е обзета от внезапна ревност и разкрива истината. Херман изгонва Есмералда от дома си. Тя, Джейд и Матиас са арестувани за парична измама и опит за прикриване на престъпление. И тъкмо когато всичко изглежда добре за Кастило Виолета разкрива тайната на Диего и Людмила. Тя е разбита, съкрушена и измамена. Когато е напът да рухне психически и физически, до нея е Леон. Двамата осъзнават колко глупаво са постъпили, отдалечавайки се един от друг. В края на сезона Виолета и Леон се събират. Наталия остава с Макси, Олга става приятелка на Рамальо, Марко и Франческа се събират, Бродуей и Камила също. Херман преодолява Есмералда, но не се влюбва отново. Анджи заминава за Франция, за да го забрави. Пабло, Бето, Диего и Лара също са сами. Людмила е с Федерико, тъй като той открива истинската, обичлива и нежна Людмила. Двете с Виолета сключват примирие, когато Людмила признава, че не може да я гледа съсипана и рухнала психически.

### Трети сезон
В трети сезон Виолета и Леон още ще са заедно, но ще се карат много. Марко заминава за Лондон, защото е приет на Кралската академия, и с Франческа се разделят. Появяват се чувства между Фран и Диего и те се събират, но решават да крият от Виолета и всички останали, за да не ги наранят. Когато се връщат от турнето си, Грегорио решава да направи свое студио, но после се връща, защото Антонио е починал и Пабло се отказва от Студиото. Присила, майката на Людмила, и Херман се сгодяват и после се женят. Виолета и Людмила стават доведени сестри. В Студиото има нов ученик – Алекс, който се влюбва във Виолета. Истинското му име е Клемон и крие от баща си, че е в студиото. Джери се влюбва в Леон и с Алекс ги разделят. Виолета и Франческа се маскират като Рокси (В) и Фауста (Ф), за да е Виолета близо до Леон. По-късно той разбира.
Виолета разбира за тайната на Диего и Франческа и с Фран са скарани. Но те не могат една без друга и скоро пак се сдобряват. Людмила и Федерико се карат и се разделят. После това се повтаря. Камила започна актьорска кариера. Виолета и Леон решават да са „приятели завинаги“. Но никой не вярва, че ще стане. Присила разбира, че Херман още е влюбен в Анджи и опитва да ѝ навреди. Виолета разбира за това и Присила я бута по стълбите. С Леон намират запис от камера, която е снимала станалото и така разбират, че е била Присила. Тя и Херман се разделят. Людмила остава да живее при Виолета и Херман и двете момичета стават приятелки. Виолета и Леон се събират. Анджи и Херман се женят.

## Епизоди
| Сезон | Сезон                  | Епизоди | Епизоди | Излъчване в Аржентина                                  | Излъчване в Аржентина                                  | Излъчване в България | Излъчване в България |
| Сезон | Сезон                  | Епизоди | Епизоди | Премиера                                               | Финал                                                  | Премиера             | Финал                |
| ----- | ---------------------- | ------- | ------- | ------------------------------------------------------ | ------------------------------------------------------ | -------------------- | -------------------- |
|       | 1                      | 80      | 40      | 14 май 2012                                            | 6 юли 2012                                             | 18 февруари 2013     | 10 май 2013          |
|       | 1                      | 80      | 40      | 3 септември 2012                                       | 26 октомври 2012                                       | 10 юни 2013          | 30 август 2013       |
|       | 2                      | 80      | 40      | 29 април 2013                                          | 21 юни 2013                                            | 21 октомври 2013     | 27 декември 2013     |
|       | 2                      | 80      | 40      | 19 август 2013                                         | 11 октомври 2013                                       | 27 януари 2014       | 23 май 2014          |
|       | Виолета: Концертът     | 1       | 1       | 13 юли 2014                                            | 13 юли 2014                                            | 13 септември 2014    | 13 септември 2014    |
|       | 3                      | 80      | 20      | 28 юли 2014                                            | 22 август 2014                                         | 10 ноември 2014      | 5 декември 2014      |
|       | 3                      | 80      | 20      | 22 септември 2014                                      | 17 октомври 2014                                       | 19 януари 2015       | 13 февруари 2015     |
|       | 3                      | 80      | 20      | 17 ноември 2014                                        | 12 декември 2014                                       | 16 март 2015         | 10 април 2015        |
|       | 3                      | 80      | 20      | 12 януари 2015                                         | 6 февруари 2015                                        | 18 май 2015          | 12 юни 2015          |
|       | Виолета: Път към върха | 1       | 1       | 26 септември 2015 ( Италия) 2 октомври 2015 ( Испания) | 26 септември 2015 ( Италия) 2 октомври 2015 ( Испания) | 24 октомври 2015     | 24 октомври 2015     |

## Персонажи
Херман Кастило (Diego Ramos) е честен и добър човек, способен инженер, който притежава международна строителна компания. Той е интелигентен и строг. След смъртта на съпругата си, Мария Сарамего, се вкопчва в дъщеря си. Той я обича повече от всичко и ще направи всичко, за да я защити, но понякога е загрижен прекалено много. Зад липсата на гъвкавост се крие голямо сърце. Херман има приятелка на име Джейд, която той смята за добро влияние за дъщеря му. Въпреки това, когато Анджи, новата гувернантка на Виолета, а и нейна леля пристига, се чувства объркан и въпреки че не иска да го признае, се влюбва в нея.
Във втори сезон Херман знае за тайните на Виолета и Анджи и посещава Виолета в Студиото, но все пак, не ѝ вярва напълно. Един ден решава да се дегизира като пианист на име Херемияс Кастели, така че да може да работи в Студиото и да шпионира дъщеря си. Но в края на краищата, точно когато той решава да напусне студиото, Анджи го хваща и му се ядосва. След това тя заминава за Франция, защото не може да издържа лъжите на Херман. Също така в началото на втори сезон се влюбва в Есмералда (нов персонаж), която е наета от Джейд и Матиас, за да ограбят Херман. Организират сватба, но на събитието Джейд разкрива цялата истина.
В трети сезон той се влюбва в Присила (майката на Людмила) и организират годеж. Виолета и Людмила не приемат добре връзката им. Но това, че Анджи се връща обърква чувствата му, въпреки че той не иска да си признае, че още има чувства към нея. В края на сезона се жени за Анджи.
Виолета Кастило (Martina Stoessel-Tini) е талантливо, красиво и умно момиче, пълно с живот. Тя има много загрижен баща. Въпреки че все още не го знае, има глас, наследство от майка си, която е починала, когато Виолета е била малка. От баща си наследява любовта към книгите. Виолета е спонтанна и искрена. Тя просто се опитва да намери мястото си в света. Когато се връща в Буенос Айрес, започва частни уроци по пиано в „Студио 21“, много престижно музикално училище. Там тя ще открие нов свят, който ще я поведе към собствената ѝ съдба и историята на нейното минало. Там прави първите си приятелства. Отначало приятелите на Виолета мислят, че тя е плаха, но скоро откриват нейната истинска личност. Също така се запознава с две много различни момчета, Томас и Леон, които си падат по нея. Скоро се озовава в любовен триъгълник и ще ѝ е трудно да реши кого обича. Понякога се чувства объркана и има проблем с разбирането на собствените си чувства. Виолета осъзнава, че музиката е всичко за нея и че пеенето е това, което тя иска да направи за останалата част от живота си. Но знае, че нейният баща няма да го приеме и от страх крие всичко от него, което усложнява живота ѝ повече. Обича да чете дневника на майка си, защото я кара да се чувства по-близо до нея. Осъзнава, че има много общи неща с майка си, включително и любовта към музиката. Виолета открива, че музиката я определя и по-късно не може да си представи живота без музика.
Във втори сезон Виолета и Леон са скарани, заради Томас и не са се чували цялата ваканция. И двамата не могат един без друг, и за това се събират. Но щастието им не продължава дълго, защото се появява ново момче от, което Леон ревнува – Диего. След като изясняват чувствата си, Виолета и Диего трябва да изпеят една любовна песен за шоуто. В края на песента, Диего се възползва от това, че Виолета пада и той я хваща и я целува. След това Виолета и Леон се разделят и тя решава да даде шанс на Диего, който винаги е до нея. На шоуто в Мадрид, Виолета научава, че Диего се е съюзил с Людмила, с цел да я изгонят от Студиото. За техен лош късмет, Леон остава до Виолета и ѝ помага да преодолее разочарованието. Когато се връщат в Буенос Айрес, Виолета мисли, че с Леон все още имат шанс, но когато го вижда да прегръща Лара, тя губи надежда. По-късно разбира, че те са се прегърнали, защото са се разделили и Виолета и Леон пак се събират. Леон ѝ помага да си върне доверието в баща си, който я е шпионирал. В края се целуват.
В началото на трети сезон, Виолета и Леон са щастливи заедно. По-късно обаче, те се карат заради напускането на Леон от Студиото и се разделят. Виолета прави опити да си го върне, но Леон не отвръща на чувствата ѝ. За това Виолета решава да се маскира, за да бъде по-близо до Леон. Тя забърква и Франческа в това. Те се маскират като Фауста и Рокси. Леон се влюбва в Рокси и забравя за Виолета. Почти всички от Студиото разбират, че Рокси е Виолета. После, Леон целува Рокси и разбира, че тя е Виолета. Той не може да ѝ прости дълго време, но после и прощава. Баща ѝ е влюбен в майката на Людмила, а на двете дъщери никак не им харесва тази ситуация. Виолета е принудена да живее под един покрив с Людмила.
Томас Ередия (сезон 1) (Pablo Espinosa) е атрактивен, скромен, възпитан, а понякога и малко сдържан. Той свири на китара, пиано и пее, а песните му отразяват неговата личност. Той посещава „Студио 21“ с помощта на професор Бето, който го наема като асистент. Той е роден в Испания, но се премества в Буенос Айрес с майка си, за да се грижи за баба си. Когато той работи в „Ресто Бар“, Лука винаги се кара с него за това, че не си върши работата и че саботира бизнеса му. Томас се влюбва във Виолета въпреки Херман, който се опитва да държи дъщеря си далеч от всички кандидати. Леон е основният му съперник за неговата любов. Но когато Виолета и Леон се влюбват, той става ревнив и продължава да пита за втори шанс, не приема „не“ за отговор и застава на пътя на отношенията на Виолета и Леон.
Леонард „Леон“ Варгас (Jorge Blanco) има добро сърце. Въпреки това, когато той е с Людмила, може да изглежда лош. За разлика от Томас, идва от заможно семейство и никога не е трябвало да работи за прехраната си. Леон посещава „Студио 21“ и има голям творчески потенциал. В началото иска да спечели сърцето на Виолета, за да върне на Томас, защото Людмила, приятелката му, е привлечена от него. Въпреки това, той ще се влюби във Виолета против волята си. Въпреки че той обикновено се мотае с „готините“ от студиото, Леон е честно момче. Ще даде всичко само за да бъде човекът от мечтите на Виолета. Той помага на Виолета да не се страхува на сцената, а също така я целува, от където започва връзката им. Когато Леон се влюбва истински във Виолета става по-добър човек. Той започва да се отнася добре към другите ученици (с изключение на Томас, тъй като той ще бъде конкуренция за сърцето на Виолета). Всъщност става приятел с хора, които не са част от „групата на готините“. Въпреки това, има ревнива страна. Той иска Виолета да спре да мисли за Томас, защото вярва, че Томас е лош човек, който само си играе с нея и се опитва да я накара да страда, въпреки че това не е вярно.
Във втори сезон Леон започва да тренира мото-крос и пренебрегва студиото. Има връзка с Виолета, но тя се проваля и решава да даде шанс на Лара (нов персонаж). Той разкрива плана на Людмила и Диего, но Виолета отказва да му повярва. В Мадрид на представянето цялата истина бива разкрита. В края на сезона Виолета и Леон имат целувка.
В началото на третия сезон Леон и Виолета са заедно, докато не се появяват Алекс и Джери. Те правят всичко възможно да скарат Леон и Виолета, но обстоятелствата се стичат в полза на Джери и Алекс. Леон и Виолета се разделят, а той се влюбва в Рокси (Виолета и Франческа се маскират като Рокси и Фауста), постепенно всички научават, последен Леон и дълго време не може да прости на Виолета, но успява.
Диего Ернандес (сезон 2) (Diego Domínguez) е надут, арогантен човек с отношение „лошо момче“. Той винаги е сигурен за това, което прави дори ако знае, че може да загуби нещо. Той е от Испания, но живее в Буенос Айрес. Идва тук, за да търси баща си, надявайки се, че един ден може да се срещнат и да го опознае. Когато за пръв път се среща с Виолета, си пада по нея и се опитва да я раздели с Леон. По-късно се съюзява с Людмила, с която се познават от деца. След известно време се влюбва истински във Виолета. В края на сезона Диего разбира, че неговият баща е Грегорио. Грегорио му се извинява за всичките години, които не бил до него. Тогава си проличава, че Диего има и чувствителна страна.
В третия сезон Диего е влюбен във Франческа. Те крият връзката си заради Виолета, за да не я наранят, но тя научава. Диего разбира за плановете на Фауста и Рокси и узнава първи за тях. Диего и баща му отварят собствено студио „Арт Бунтар“, но след смъртта на Антонио, Грегорио се връща в „Студио Он Бийт“. Диего е против това, но се съгласява да помага на баща си.
Людмила Сузана Феро (Mercedes Lambre) е красиво, талантливо и обаятелно момиче от „Студио 21“, а следователно и перфектната приятелка за Леон. Тя е доста дива, но е лъжлив, манипулативен и арогантен човек. Обсебена е от образа си и винаги иска да е център на вниманието. Идва от добро семейство. Винаги получава това, което иска, защото е разглезен и груб човек. Тя е самовлюбена и нарича себе си „Супернова“. Въпреки че е напълно различна от Томас, е привлечена от него. Той я игнорира, защото е влюбен във Виолета, а Людмила ревнува. Тя вижда враг във Виолета, защото е талантлива и красива. Като всеки злодей, има помощник – Нати. Според нея, тя е родена да бъде звезда и няма да се спре пред нищо, за да получи това, което желае.
Във втори сезон виждаме Людмила в по-различна светлина. Твърди, че се е променила, но това никак не е така (поне не до появата на Федерико). Тя продължава с плановете срещу Виолета и се съюзява със стария си приятел Диего, като целта им е да я наранят и изгонят от студиото, но това не се осъществява, защото планът им е разкрит. След появата на Федерико се променя много, защото се влюбва в него. В края на сезона те са заедно.
В трети сезон Людмила е влюбена във Федерико, но нещата не потръгват след завръщането на Феде в Аржентина поради подлите номера на Людмила. Тя краде песен на Виолета, за да бъде звездата в Ю-микс, след като Феде научава за това, те се разделят. Майка ѝ харесва Херман и те се сгодяват. Тя е принудена да живее под един покрив с Виолета.
Франческа „Фран“ Кавилия (Lodovica Comello) е умна, артистична и добра приятелка. Тя знае, че нейното семейство трябва да работи, за да може да посещава „Студио 21“, където се сприятелява с Камила и Макси. Въпреки мнението на брат си че хаби парите на баща им като посещава Студиото, Франческа вярва, че може да се превърне в успешен музикален артист. Родена е в Италия, като брат си Лука, който управлява семейния бизнес „Ресто Бар“. Влюбена е в Томас, но той я вижда само като приятел. В началото ревнува от Виолета, но в крайна сметка стават големи приятелки. Франческа е много устойчиво момиче, което обича да постига всичките си цели.
Във втори сезон се влюбва в Марко. По-късно тя трябва да се върне в Италия с баща си, но Виолета успява да убеди баща ѝ да не заминават. Когато бившата приятелка на Марко, Ана, отива да го посети, тя го целува. Опитва се да раздели Марко и Фран, но не успява. В края на сезона, Франческа, Виолета, Леон и Диего печелят състезанието на „ЮМИКС“ и заминават за Мадрид. Там тя и Леон разбират за плана на Людмила и Диего. В последния епизод тя и Марко се целуват.
В третия сезон Фран е влюбена в Диего въпреки че се опитва да го скрие, не успява за дълго. Тяхната връзка е тайна заради Виолета, тъй като не искат да я наранят, но тя научава. Фран се маскира като Фауста, за да помогне на Виолета да шпионират Леон.
Камила „Ками“ Торес (Candelaria Molfese) е сладка, умна, талантлива, забавна, оптимистично настроена, влюбва се лесно и има много силно чувство за справедливост. Бори се за това, което вярва и ще направи всичко за приятелите си. Камила е най-добра приятелка с Макси, Виолета и Франческа и мечтае да стане успешна и призната певица. Много е талантлива, но е наясно с факта, че все още не е достигнала необходимата артистична зрялост, за да се превърне в истинска звезда. Понякога казва неща без да мисли, а някои хора не харесват това. Тя много променя стилът си на обличане, докато намери подходящият за нея.
Във втори сезон се променя много. Става по-уверена и зряла. Нейният стил на обличане също изглежда малко променен и цветът на косата ѝ изглежда по-тъмен. Когато Диджей (нов персонаж) пристигна в „Студио On Beat“, той веднага се влюбва в нея, но чувствата им не се взаимни, така че те се съгласяват да бъдат само приятели. По-късно започва да излиза с барабанистът на групата „Рок Бонс“, но след това той трябва да тръгне на турне и те не могат да поддържат връзката си от разстояние, затова късват. В края на втори сезон с Бродуей се целуват и след множество изпитания отново стават двойка.
В трети сезон Ками е с Бродуей, но се появяват отново „Рок Бонс“. Ками става солистка, но Бродуей е против това. Оказва се, че Себастиан е влюбен в Ками, когато тя научава напуска групата.
Максимилиано „Макси“ Понте (Facundo Gambandé) е умно, забавно, грижовно и остроумно момче, което има предчувствие, че музиката е неговото бъдеще. Най-добрите му приятели са Франческа и Камила, а по-късно, става приятел и с Виолета. Той е особено добър в танците и хип-хоп музиката, почти винаги носи шапка. Свири на синтезатор и се надява някой ден да запише собствен албум. Не е добре с момичетата и не разполага с много късмет в любовта, тъй като повечето му опити обикновено се провалят, но той винаги може да разчита на приятелите си за помощ. Макси обича приятелите си и се грижи за тях, винаги се опитва да направи най-доброто и винаги е готов да подаде ръка за помощ. Той е готин човек и се отнася към хората възможно най-добре, с изключение на Людмила.
Във втори сезон стилът му се променя малко и изглежда пораснал. Той и Камила се целуват, но не стават гаджета, защото и двамата не се харесват по онзи начин. Решават да си останат само приятели, така че по-късно става гадже с Нати.
В трети сезон Макси си е същият. Отново харесва Нати, но се появява Матилда, която предизвиква у Нати ревност, дори се разделят, но накрая се събират.
Наталия „Нати“ Видал (Alba Rico Navarro) е хубаво момиче, но пази истинската си личност скрита, за да угоди Людмила. Тя е дясната ръка на Людмила, въпреки че понякога по-скоро е неин домашен любимец. Дълбоко в себе си е много несигурно момиче, което си мисли, че единственият начин да успее е да бъде част от „готините“. Добра танцьорка е и певица, но Людмила не я оставя да свети толкова, колкото тя може. По-късно осъзнава какъв ужасен човек е Людмила и започва да се дистанцира от нея. Нати започва да говори с умът си и вече не поема вината за грешките на Людмила. Започва да развива чувства към Макси и с помощта на сестра си, Лена, Нати спира да бъде помощник на Людмила. Но когато Лена напуска Студиото, се връща обратно при нея.
Във втори сезон става малко по-уверена и приятелка с Виолета, Франческа и Камила. Става гадже с Макси, Людмила не иска те да са заедно и много пъти се опитва да ги раздели, но Нати винаги ѝ прощава.
В трети сезон Нати харесва Макси, но се появява Матилда, която предизвиква ревност у нея. Появява се Фелипе, момче от Ю-Микс. Той харесва Нати и я целува пред Макси, така с връзката им е свършено. В 58 епизод се събират.
Андрес Каликсто (Nicolás Garnier) е добро и чувствително момче. Най-добрият му приятел е Леон. Понякога се нуждае да чуе нещата два пъти, но е много уверен човек. Андрес е много благ и има музика в сърцето си. Добър певец е и танцьор, също така е тромав и глупав, но винаги се извинява за грешките си. В началото се мотае с Людмила, Нати и Леон, но той и Леон започват да се променят и стават приятели с други хора. По-късно е принуден да работи за Грегорио като негов помощник, след като се разбира, че той стои зад атаките над Людмила.
Във втори сезон изглежда малко по-зрял, неговият стил и външен вид също изглежда променен и показва, че е израснал, въпреки че все още има голямо въображение. Във втори сезон Андрес среща любовта. Първо е с Ема (нов персонаж), но заради нейната охрана те бързо се разделят. После се появява Либи (нов персонаж) от Израел, но отново нещата не се получават. Опитва се да промени стила си, за да впечатли момичетата, но отново не успява.
В трети сезон Андрес прави блог и се нарича „Специалист по любовните въпроси“, но заради блога той пренебрегва бандата и момчетата му поставят ултиматом – или блога или бандата. Той избира бандата.
Лука Кавилия (сезон 1) (Simone Lijoi) е добър човек и е големият брат на Франческа. Управител е на „Ресто Бар“, където приятелите на Фран често се събират. Роден е в Италия, но се премества в Аржентина, заради семейния им бизнес. Силният му характер се комбинира с почти 7 фута височина и всички мислят, че Лука има лош нрав. Но с течение на времето осъзнават, че има добро сърце. Лука е много амбициозен и знае, че може да се възползва от таланта на учениците от Студиото, за да привлече клиенти. Преименува ресторанта си в „Ресто Банд“. Има голям музикален талант, но за съжаление, не може да го покаже на света, защото Фран казва, че той ще я злепостави. Понякога се карат и Фран е свикнала да мисли, че той иска да направи живота ѝ невъзможен, но всъщност я обича и би направил всичко за нея. Когато Пабло напуска работата си като директор на студиото, Лука му предлага работа. По-късно става водещ на „Таланти 21“.
Федерико „Феде“ (Ruggero Pasquarelli) е добро момче и е новият ученик по обмен на „Студио 21“. Той е от Италия и ще остане да живее в къщата на Виолета, защото майка му е приятелка на Херман. На пръв поглед изглежда като лош човек, тъй като щеше да каже на Херман за тайната на Виолета, но скоро истинската му личност се разкрива, когато става приятел с нея и останалата част от учениците. По-късно започва да изпитва чувства към Виолета, но тя не го харесва и затова решават да си останат приятели. Записва се в конкурсът на „ЮМИКС“ – „Таланти 21“, печели състезанието и отива на турне в Италия.
Във втори сезон Феде се завръща в „Студио On Beat“ и започва да харесва Людмила, но първоначално тя не иска да признае, че също го харесва. По-късно, в 77 епизод, те се целуват и стават гаджета. Федерико пише нова песен, наречена „Светлини, камера и действие“ (Luz, cámara y acción).
В трети сезон Феде се връща, но се разделя с Людмила. Напуска Ю-Микс, заради студиото. Става член на бой бандата. Докато с Людмила са разделени той пише песен посветена на нея-Rescata mi corazon (Спаси сърцето ми).
Бродуей (Samuel Nascimento) е хубав, готин, приятен и много забавен човек. Танцува много добре, което е причината поради която Грегорио го довежда в студиото, и се надява той да насърчи другите ученици да работят по-усилено. Бродуей идва от Сао Пауло, Бразилия. Обича приятелите си и им помага, също обича да пее, рапира и танцува. От начало си пада по Виолета, но за нея той е само приятел. За известно време Томас и Леон ревнуват от него, но Виолета им изяснява, че те са само приятели. Бродуей е използван от Грегорио за шпионин, но напуска, защото не иска да лъже приятелите си и да ги наранява. По-късно започва да изпитва чувства към Камила и започват да излизат, но след известно време решават да се разделят. Той обича Камила и ѝ казва, че ще направи всичко за нея.
Във втори сезон се целуват за първи път и започват да излизат отново, след като Камила къса със Себа, защото той трябва да тръгне на турне. Също така тяхната банда се събира отново и те измислят нова песен за финалното шоу.
В третия сезон Бродуей си пада по Камила. Не одобрява това, че тя е солистка на „Рок Бонс“, защото смята, че Себа все още я харесва и съмненията му се оказват правилни.
Наполеон „Напо“ (сезон 1) (Rodrigo Velilla) е добър човек и е нов ученик в „Студио 21“. Той е добър приятел и винаги се стреми да бъде приет. Взема приемния изпит и преминава благодарение на своя талант за пеене и танци. Той е братовчед на Людмила, но тя не иска никой да знае, защото е „Супернова“, а той е нормален човек. От самото начало се мотае с Людмила и се стреми да бъде един от „готините“, но с течение на времето, се отчуждава от нея и се сприятелява с другите ученици. Той е най-добрият приятел на Брако.
Брако (сезон 1) (Artur Logunov) е добър, интелигентен и малко див човек, изглежда, че живее в свой собствен свят. Той е фантастичен поп и хип-хоп танцьор. Неговият външен вид и акцента му разкриват, че е чужденец, но никога не казва от къде идва. Говори няколко езика, а когато се разстройва или е нервен, защото говори с момиче, което харесва, започва да говори на руски. Има поговорки или съвети от неговата страната за всеки повод, също така винаги е готов да помогне на приятелите си. Въпреки че никога не го споменава, е тайно влюбен във Виолета, но никой не знае, с изключение на Напо.
Марко Тавели (сезон 2) (Xabiani Ponce de León) е много симпатичен, приятелски настроен и идва от Мексико. Той има голям талант и страст към музиката. Голям фен е на учениците от „Студио On Beat“, особено на Франческа, но след това той също става част Студиото. Влюбва се във Фран и би направил всичко, за да може тя да бъде щастлива. Дори започва курсове по италиански, за да може да се сближи с нея. В началото на втори сезон прекарва много време с най-добрия си приятел Диего. По-късно пее в караоке бар заедно с Фран. След това те започват да се опознават, а по-късно стават гаджета. Връзката им преминава през много възходи и падения, но в крайна сметка остават заедно.
В третия сезон Марко е приет на прослушване в Кралската академия в Лондон. Той крие много дълго това и обвинява Диего, за да се защити, но впоследствие всички разбират. Той първи забелязва случващото се между Фран и Диего и ги подкрепя.
Лара (сезон 2) (Valeria Baroni) е силно, уверено, независимо и упорито момиче, което работи на мото-крос писта. Тя е винаги готова да помогне на някого, особено на Леон, когото много обича. Когато иска нещо, винаги се опитва да работи усилено, за да го постигне. В началото не говори много, а повече работи. Тя и Леон започват да излизат за кратко, след като Леон къса с Виолета. В края на втори сезон, те се разделят, защото Леон все още има чувства към Виолета, но се съгласяват да останат приятели. Тя има момчешки стил, най-вероятно, защото тя работи на мотопистата през целия ден. Лара има много красив глас, но за съжаление иска да бъде само механик, а не певица. Когато Леон разбира, че тя може да пее, иска тя да се запише в Студиото, но тя казва, че обича да работи на пистата и това е нейното мястото.
Джери (сезон 3) (Macarena Miguel) е гадно, талантливо и леко ревниво момиче. С Леон се запознават случайно и впоследствие тя се влюбва в него. Опитва се да държи Леон максимално далеч от Виолета и от Рокси. Впоследствие се влюбва в Клемон и забравят за Леон и Виолета като им се извиняват за всичко сторено.
Клемон Галан или Александро „Алекс“ (сезон 3) (Damien Lauretta) – обича музиката и пеенето и иска да учи в „Студио On Beat“, но баща му не позволява. Затова се записва в Студиото като Александро или „Алекс“ и крие всичко това от баща си. Влюбен е в Виолета. Впоследствие се влюбва в Джери и забравят за Леон и Виолета като им се извиняват за всичко сторено.
Анджела „Анджи“ Карара (Clara Alonso) е много забавна, харизматична, има невероятен глас и е любителка на музиката и изкуството, като сестра си Мария. Тя е леля на Виолета, но Виолета не го знае. След смъртта на Мария, Анджи прави няколко опита да се свърже с племенницата си, но не успява. Когато разбира, че Виолета се връща с баща си от Испания в Буенос Айрес, отива в къщата им, за да каже на Виолета истината. Но не го прави, защото се страхува, че баща ѝ ще я отведе. Херман наема Анджи като гувернантка и тя може да прекарва време с племенницата си. В края на първи сезон Виолета разбира, че Анджи е нейна леля. Тя работи като учителка по пеене със „Студио 21“, зад гърба на Херман, и повечето ученици я обичат. Най-добрият ѝ приятел е Пабло, който е директор на студиото. Тя си пада по Херман, но не иска да го признае.
Във втори сезон Херман знае за тайната на Анджи и Виолета. Представя се за пианист на име Херемияс Кастели, за да може може да работи в Студиото и да шпионира Виолета, но Анджи го разкрива и е съкрушена, защото я е излъгал. В 66 епизод от втори сезон заминава за Франция, за да работи като автор на песни.
В трети сезон Анджи се връща, но все още не е забравила Херман. Присила забелязва това и се опитва да я държи далеч от Херман, но в края на сезона Анджи и Херман се женят.
Джейд Ла Фонтейн (Florencia Benítez) е ревнива, дребнава, егоистична, повърхностна и манипулативна жена, която се грижи само за себе си и собствения си външен вид. Не е много умна, но е много дръзка и това я прави забавна, така че е наистина очарователен злодей. Истинският злодей в сенките е нейният брат Матиас. Джейд идва от много богато семейство. Родена е богата и никога не ѝ се е налагало да работи, но тя губи богатството си, когато тяхната компания фалира и решава, че единственият начин да запази начина си на живот е да се ожени за Херман. Джейд мрази Виолета, защото се конкурира с нея за вниманието на Херман, по-късно ще намрази и Анджи. В края на първи сезон Херман разбира, че Джейд не е истинската му любов и отказва да се омъжи за нея.
Във втори сезон тя и Матиас наемат Есмералда да се престори, че е влюбена в Херман, а след това да се омъжи за него и да го остави с разбито сърце и без пари. Те успяват да вземат парите му с помощта на „червейчето Тути“, флашка с вирус. Когато Есмералда е напът да се ожени за Херман, Джейд се появява на сватбата им и казва на Херман, че Есмералда е откраднала парите му, а в действителност тя и Матиас го правят. В последния епизод на втори сезон Джейд бива арестувана.
В трети сезон въпреки че Джейд е с Николас, макар и да не го осъзнава, тя е влюбена в Херман. Джейд си мисли, че Херман ѝ е гадже и за да му отмъсти се омъжва за Николас, първоначално не го обича, както той нея, но разбира какъв човек е и му дава шанс. След сватбата с Николас, който ѝ подарява остров, тя продава острова и купува сградата на студиото. Грегорио, привлечен от парите ѝ я използва, за да направи грандиозен спектакъл.
Матиас „Мати“ Ла Фонтейн (Joaquín Berthold) е много арогантен и егоистичен човек, но дълбоко в себе си е добър, той се грижи много за сестра си Джейд и я обича. Иска да ожени Джейд за Херман заради парите му, така че той да може да вземе всичко за себе си. Винаги поставя себе си на първо място и никога не зачита никой друг освен сестра си Джейд, понякога. Семейството им е много богато, докато тяхната компания не фалира и парите им изчезват, като по този начин той не разполага с дома и е принуден да живее в колата си. По-късно заживява в къщата на Херман.
Във втори сезон той и Джейд искат да откраднат парите на Херман, затова наемат Есмералда да се преструва, че е влюбена в Херман, после да се омъжи за него и да открадне парите му. Той също така се влюбва в инспектор Марсела Пароди и в края на сезона те се целуват и стават двойка, въпреки че той е арестуван. Но Марсела му обещава да го чака да излезе от затвора и да идва да го вижда всеки ден. Неговата личност изглежда се променя, както изглежда става по-добър човек.
В трети сезон Матиас се разделя с Пароди заради Джейд. Той става личен шофьор на сестра си.
Присила (сезон 3) (Florencia Ortiz) – майката на Людмила. В Присила се влюбва Херман. По-късно те се сгодяват и Виолета и Людмила стават доведени сестри. След като Анджи се връща Присила, започва да показва истинското си лице, скоро след това, Херман се разделя с нея, за да се събере с Анджи.
Олга Патриция Пеня (Mirta Wons) е много спонтанна, приказлива, забавна, грижовна, безкористна и добра жена, работи като прислужница в дома на семейство Кастило. Тя много се грижи за Виолета и се отнася към нея като своя дъщеря, те са много близки. В първи сезон е видно, че Олга е влюбен в Рамайо, но той винаги използва „лично пространство“ като извинение, и ѝ казва, че те могат да бъдат само приятели. Също така тя е много честна, но това се подразбира, тъй като тя винаги казва истината на някого в най-неподходящия момент. Олга е добра и грижовна приятелка, но става ревнива много лесно.
Във втори сезон тя започва да излиза с Оскар Кардосо – нещо, което прави Рамайо ревнив. В 39-и епизод Кардосо ѝ предлага да се омъжи за него, и тя приема. Но когато Рамайо научава новината за сватбата, решава да разкрие чувствата си към Олга, тогава тя къса с Кардосо защото още има чувства към Рамайо. В 80 епизод на финалното шоу на Студиото, те споделят първата си целувка.
В трети сезон се появява Бето в живота на Олга. Той е човекът, който може да накара Рамайо да ревнува.
Лисандро Рамашо (Alfredo Allende) е добър и умен човек, който умее да пази тайни. Той се грижи много за приятелите си, също така е партньор, помощник и най-добър приятел на Херман. Той винаги се грижи за Виолета, защитава я и се отнася към нея като своя дъщеря. Олга е влюбен в него, но той не чувства същото към нея. В първи сезон Олга има голямо увлечение по него, но чувствата им не бяха взаимни по това време. Неговата фраза е „лично пространство“, и обикновено я казва, когато Олга се опитва да флиртува с него или се опитва да нахлуе в личното му пространство.
Във втори сезон той започва да се интересува от Олга, след като тя започва да излиза с Оскар Кардосо. Рамайо ѝ призна чувствата си, след като разбира, че Кардосо е предложил брак на Олга. В последния епизод от втори сезон, те споделят първата си целувка.
В трети сезон Олга се опитва да го накара той да ѝ предложи брак, но не се получава. После тя се запознава с Бето (учителя по музика на Виолета) и той се влюбва в нея. Рамайо и Бето се карат кой ще спечели сърцето на Олга.
Грегорио Касал (Rodrigo Pedreira) е добър учител, танцьор и човек, но единственият проблем е начинът, по който се отнася към учениците в „Студио 21“. Той не харесва начина, по който Пабло преподава на учениците, тъй като той е убеден, че единственият начин по които те могат да станат хора на изкуството, е да са индивидуални и да работят упорито. Грегорио е ревнив човек търсещ работа като директора на Студиото. Когато Антонио осъзнава това, кара Грегорио да отиде на терапия, там той се сеща за много идеи, как да саботира управлението на Пабло. Грегорио е много упорит и арогантен учител, също така мрази Томас, затова изпраща Андрес да следи Томас за да може да намери причина да изгони Томас от Студиото. След шоуто той става директор на „Студио 21“, което е много зле за всички ученици. Но по-късно Пабло отново става директор. В първи сезон, той се държи ужасно с учениците и си мисли, че е най-добрият, също така той мрази Томас и Федерико, най-вече защото Пабло ги харесва.
Във втори сезон Грегорио се връща в студиото след като е изгонен, но продължава да се държи по същия начин, докато не разбира, че има син, който всъщност е Диего. Отначало той е шокиран и не знае как да го приеме, но след това те започват да разговарят, и разбират всъщност колко са си липсвали всичките тези години, затова по-късно те се сдобряват.
В третия сезон Грегорио отваря собствено студио „Арт бунтар“, но дълго време не може да избере подходящи ученици с оправданието, че търси най-добрите. След смъртта на Антонио, Грегорио се връща в студиото и помага на Пабло, но той напуска и Грегорио става директор. Оказва се, че стуидото е затънало в задължения и Грегорио организира шоу, за да привлече спонсор, но не успява, защото Милтън проваля плановете.
Роберто или Бето (Pablo Sultani) е учителят по музика в „Студио 21“. Той е недосетлив, непохватен, разконцентриран, но отдаден на работата си и на децата. Мрази името му да се бърка с „Алберто“.
Във втори сезон той е влюбен в Джаки, но няма смелостта да ѝ признае.
В трети сезон се влюбва в Олга и се бори за нея. Имат целувка. Заедно с Рамашо и Олга се събират в група, като снимат клипове как пеят.
Пабло Галиндо (Ezequiel Rodríguez) е отговорен, добър, винаги е справедлив с всички и е много честен, но понякога му се налага да лъже заради Анджи. Пабло е директор и учител в „Студио 21“, той е много добър учител затова почти всички ученици го обичат. Той никога не се страхува да се изправи и да защити себе си, учителите или учениците. Също така обича всичките си колеги и учениците, и е винаги готов да им помогне. Той е най-добрият приятел на Анджи, но той е влюбен в нея, въпреки че през повечето време Анджи го вижда само като приятел. Понякога му се налага да се прави на гадже на Анджи, защото тя не иска да има връзка с Херман, и това е единственият начин, по който тя може да му покаже, че те не могат да бъдат заедно. По-късно Анджи и Пабло стават официално двойка. Заради провала на шоуто, което той организира, е уволнен от „Студио 21“, но Лука му предлага работа в „Ресто Бар“, въпреки това, по-късно Антонио го наема отново като учител в Студиото.
Във втори сезон, става гадже с Джаки (нов персонаж), но Анджи ревнува, защото той няма достатъчно време за нея, с това той наранява и най-добрия си приятел – Бето. По-късно, Джаки къса с Пабло и си тръгва от Студиото.
В трети сезон след смъртта на Антонио Пабло е съкрушен, губят спонсора и напуска студиото. След многобройните молби от страна на учениците, а и не само, Пабло решава да се върне.
Есмералда (сезон 2) (Carla Pandolfi) е измамница, актриса, наета от Джейд и Матиас, за да измами Херман и да вземе парите му. Впоследствие обаче тя се влюбва в него. Когато разбира истината, Херман я гони от дома си в деня на сватбата им.
Джаки Саенз (сезон 2) (Valentina Frione) е племенница на Антонио, шефът на Студиото. Тя е учителка по танци. Влюбена е в Пабло и се събира с него, като го отдалечава от Анджи. А в самата Джаки е влюбен самотният Бето. Джаки оформя любовен триъгълник и скарва двама приятели. Но накрая напуска студиото и Бето и Пабло се сдобряват.
Милтън (сезон 3) (Rodrigo Frampton) е новият и зъл професор в Студиото. Той е фалшив и възмутителен. Винаги се опитва да саботира проектите в Студиото. След смъртта на Антонио, той се заема със студиото, като го саботира и е обречено на фалит. След като Грегорио разбира, го гони от студиото.
Мароти е представител на Юмикс. Той е непохватен, забавен, шокиращ и самоуверен. Той не обича хората да бъркат името му с Мармоти, Маруши и всякакви други подобия. В третия сезон след смъртта на Антонио, Юмикс отказва да бъде спонсор на студиото. След това решение, Виолета и Федерико напускат Юмикс, а новата звезда е Людмила. По-късно се появява Фелипе.
Антонио Херес (Alberto Fernández de Rosa) е собственик на „Студио 21“ и стар приятел на бабата на Виолета. Той е човекът, който винаги сплотява останалите. Той умира и Пабло става директор на Студиото, но после напуска и Грегорио застава на този пост.

## Песни

### Първи албум – Violetta
1. En mi mundo (В моя свят)
2. Algo suena en mi (Нещо мечтае в мен)
3. Destinada a brillar (Създадена да блести)
4. Te creo (Вярвам ти)
5. Voy por ti (Идвам за теб)
6. Juntos somos más (Заедно сме повече)
7. Entre tu y yo (Между теб и мен)
8. Are you ready for the ride? (Готов ли си за пътя?)
9. Dile que sí (Кажи му да)
10. Junto a ti (Заедно с теб)
11. Tienes todo (Имаме всичко)
12. Veo, veo (Виждам)
13. Habla si puedes (Говори, ако можеш)
14. Ven y canta (Ела и пей)

### Втори албум – Cantar es lo que soy
1. Ser mejor (По-добър)
2. En mi mundo y In my world (В моя свят)
3. Tu foto de verano (Снимката ти от лятото)
4. Mi perdición (Моята гибел)
5. Te esperare (Чакам те)
6. Verte de lejos (Да те гледам от далече)
7. Cuando me voy (Когато си тръгна)
8. Ahi estare (Аз ще бъда там)
9. Podemos (Ние можем)
10. Tienes el talento (Имаш талант)

### Tрети албум – Violetta en vivo
Албумът се състои от концерта на Виолета

### Четвърти албум – Hoy somos más
1. Hoy somos más (Днес сме повече)
2. Entre dos mundos (Между два свята)
3. Yo soy así (Аз съм такъв)
4. Peligrosamente bellas (Опасно красиви)
5. Euforia (Еуфория)
6. Código Amistad (Кодът за приятелство)
7. Como quieres (Как искаш)
8. Alcancemos las estrellas (Да достигнем звездите)
9. Nuestro camino (Нашият път)
10. On beat (В ритъма)
11. Algo se enciende (Нещо се възпламенява)
12. Luz, cámara y acción (Светлини, камера и действие)
13. Si es por amor (Ако е за любов)

#### Извън албума
1. Soy mi mejor momento (Аз съм най-добрия ми момент)
2. Esto no puede terminar (Това не може да свърши)
3. Te fazer feliz (Да те направя щастлива)
4. Ven con nosotros (Ела с нас)

### Пети албум – Gira mi canción
1. En gira (На турне)
2. Amor en el aire (Любовта е във въздуха)
3. Supercreativa (Суперкреативна)
4. Encender nuestra luz (Да запалим светлината)
5. Ser quien soy (Виж кой съм аз)
6. Quiero (Искам)
7. Rescata mi corazón (Спаси сърцето ми)
8. Aprendí a decir adiós (Научих се да казвам „Сбогом“)
9. Descubrí (Открих)
10. Queen of the dance floor (Кралица на дансинга)
11. Underneath it all (Под всичко това)
12. A mi lado (До мен)
13. Friends till the end (Приятели до края)

### Шести албум – Crecimos Juntos
1. Crecimos juntos (Израстнахме заедно)
2. Mas que dos (Повече от две)
3. Abrázame y verás (Прегърни ме и виж)
4. Es mi pasión (Това е моята страст)
5. Llámame (Звънни ми)
6. Solo pienso en ti (Аз просто мисля за теб)
7. Más que una amistad (Повече от едно приятелство)
8. Mi princesa (Моята принцеса)
9. Mil vidas atras (Преди хиляди животи)
10. Quanto Amore Nell'Aria [Amor en el aire-versión Italiano](любовта е във въздуха) [италианска версия]
11. Ti Credo [Te creo-versión Italiano] (Вярвам ти) [италианска версия]

## Албуми
| Година |  | Албум |
| ------ |  | --- |
| 2012   |  | Violetta - Публикуван: 5 юни 2012 - Формат: CD, дигитално сваляне - Лейбъл: Walt Disney Records                  |
| 2012   |  | Cantar es lo que soy - Публикуван: 23 ноември 2012 - Формат: CD, дигитално сваляне - Лейбъл: Walt Disney Records |
| 2013   |  | Hoy somos más - Публикуван: 11 юни 2013 - Формат: CD, дигитално сваляне - Лейбъл: Walt Disney Records            |
| 2013   |  | Violetta en Vivo - Публикуван: 28 ноември 2013 - Формат: CD, дигитално сваляне - Лейбъл: Walt Disney Records     |
| 2014   |  | Gira mi canción - Публикуван: 18 юли 2013 - Формат: CD, дигитално сваляне - Лейбъл: Walt Disney Records          |

## „Виолета“ в България
Сериалът започна излъчването си в България на 18 февруари 2013 г. по Disney като се излъчва всеки делничен ден от 18:00 часа, с повторение на всеки 20 епизода. Първи сезон приключи на 30 август 2013 г. На 21 октомври 2013 г. започна втори сезон и завърши на 23 май 2014 г. Първите два сезона са излъчени със субтитри. Трети сезон започна на 10 ноември 2014 г. и приключи на 12 юни 2015 г. Трети сезон е излъчен с войсоувър дублаж на Александра Аудио. До 25-и епизод ролите се озвучават от Лина Шишкова, Надежда Панайотова, Мартин Герасков и Константин Лунгов. От 26-и епизод до края на сезона са Здрава Каменова, Мими Йорданова, Мартин Герасков, Здравко Димитров и Явор Караиванов. На 28 септември 2015 г. започна отново от първи сезон всеки ден от 20:00 часа. 
На 10 януари 2015 г. започва излъчване по Нова телевизия всяка събота и неделя от 06:30 часа. Излъчени са 1-ви и 2-ри сезон. Ролите се озвучават от артистите Даниела Йорданова, Христина Ибришимова, Лиза Шопова, Александър Воронов, Здравко Методиев и Александър Митрев.

## Програми, свързани със сериала

### The U-mix show
Това е седмично предаване, което се излъчва веднъж седмично. В него участват звездите от Виолета дават интервюта и изпълняват песни.

### Ludmila Cyberst@r
Това е друга уеб поредица с участието на Мерседес Ламбре, съдържаща 8 къси епизода. Премиерата е на 1 юни 2012 на официалния You Tube канал на Дисни Ченъл Латинска Америка, а финалът на 17 септември 2012.

### Violetta en Vivo
В началото на 2013 беше потвърдено, че ще има поредица от концерти с участието на всички актьори от „Виолета“. Премиерата е на 13 юли 2013 в Teatro Gran Rex в Буенос Айрес. Над 60 представления се случват през юли и август, два пъти на ден. Над 120 хил. билети са продадени само в Буенос Айрес, които по-късно се увеличават до 160 хиляди.

## Violetta Live
Тази година стартира интернационалното турне Violetta Live. В него участие взимат: Мартина Стоесел, Хорхе Бланко, Мерседес Ламбре, Диего Домингес, Канделария Молфесе, Алба Рико, Самуел Насименто, Факундо Гамбанде и Руджеро Паскуарели. Във втората половина на турнето Руджеро не взима участие, защото обявява, че започва работа по новия си проект. По информация на Дисни Аржентина той ще участва в новия сериал на Дисни – „Аз съм Луна“.
| Списък              | Списък                 | Списък                 | Списък                             |
| Дата                | Държава                | Град                   | Зала                               |
| ------------------- | ---------------------- | ---------------------- | ---------------------------------- |
| Европа              |                        |                        |                                    |
| януари 3, 2015      | Испания                | Мадрид                 | Barclaycard Center                 |
| януари 4, 2015      | Испания                | Мадрид                 | Barclaycard Center                 |
| януари 6, 2015      | Испания                | Сарагоса               | Pabellón Príncipe Felipe           |
| януари 10, 2015     | Испания                | Барселона              | Палау Сант Жорди                   |
| януари 11, 2015     | Испания                | Барселона              | Палау Сант Жорди                   |
| януари 14, 2015     | Испания                | Малага                 | Palacio de Deportes Martín Carpena |
| януари 15, 2015     | Испания                | Малага                 | Palacio de Deportes Martín Carpena |
| януари 17, 2015     | Испания                | Севиля                 | Palacio de Deportes San Pablo      |
| януари 18, 2015     | Испания                | Севиля                 | Palacio de Deportes San Pablo      |
| януари 23, 2015     | Португалия             | Лисабон                | MEO Arena                          |
| януари 24, 2015     | Португалия             | Лисабон                | MEO Arena                          |
| януари 25, 2015     | Португалия             | Лисабон                | MEO Arena                          |
| януари 28, 2015     | Италия                 | Торино                 | Pala Alpitour                      |
| януари 30, 2015     | Италия                 | Милано                 | Медиоланум Форум                   |
| януари 31, 2015     | Италия                 | Милано                 | Медиоланум Форум                   |
| февруари 1, 2015    | Италия                 | Болоня                 | Unipol Arena                       |
| февруари 3, 2015    | Италия                 | Флоренция              | Nelson Mandela Forum               |
| февруари 4, 2015    | Италия                 | Флоренция              | Nelson Mandela Forum               |
| февруари 6, 2015    | Италия                 | Рим                    | PalaLottomatica                    |
| февруари 7, 2015    | Италия                 | Рим                    | PalaLottomatica                    |
| февруари 8, 2015    | Италия                 | Рим                    | PalaLottomatica                    |
| февруари 11, 2015   | Франция                | Лион                   | Halle Tony Garnier                 |
| февруари 12, 2015   | Франция                | Лион                   | Halle Tony Garnier                 |
| февруари 14, 2015   | Франция                | Тулуза                 | Zenith de Toulouse                 |
| февруари 15, 2015   | Франция                | Тулуза                 | Zenith de Toulouse                 |
| февруари 18, 2015   | Франция                | Париж                  | Zenith de Paris                    |
| февруари 19, 2015   | Франция                | Париж                  | Zenith de Paris                    |
| февруари 20, 2015   | Франция                | Париж                  | Zenith de Paris                    |
| февруари 21, 2015   | Франция                | Париж                  | Zenith de Paris                    |
| февруари 22, 2015   | Франция                | Париж                  | Zenith de Paris                    |
| февруари 24, 2015   | Франция                | Страсбург              | Zenith de Strasbourg               |
| февруари 25, 2015   | Франция                | Страсбург              | Zenith de Strasbourg               |
| февруари 27, 2015   | Франция                | Монпелие               | Arena de Montpellier               |
| февруари 28, 2015   | Франция                | Монпелие               | Arena de Montpellier               |
| март 3, 2015        | Франция                | Марсилия               | Dome de Marseille                  |
| март 4, 2015        | Франция                | Марсилия               | Dome de Marseille                  |
| март 7, 2015        | Франция                | Дуе                    | Gayant Expo                        |
| март 8, 2015        | Франция                | Дуе                    | Gayant Expo                        |
| март 11, 2015       | Нидерландия            | Ротердам               | Ахой                               |
| март 13, 2015       | Белгия                 | Брюксел                | Palais 12 Expo                     |
| март 14, 2015       | Белгия                 | Брюксел                | Palais 12 Expo                     |
| март 15, 2015       | Белгия                 | Брюксел                | Palais 12 Expo                     |
| март 18, 2015       | Франция                | Клермон-Феран          | Zenith de Clermont-Ferrand         |
| март 21, 2015       | Швейцария              | Женева                 | Arena de Genève                    |
| март 22, 2015       | Швейцария              | Женева                 | Arena de Genève                    |
| март 26, 2015       | Германия               | Мюнхен                 | Олимпиахале                        |
| март 27, 2015 /18h/ | Германия               | Мюнхен                 | Олимпиахале                        |
| март 29, 2015       | Полша                  | Лодз                   | Атлас арена                        |
| Латинска Америка    |                        |                        |                                    |
| април 17, 2015      | Аржентина              | Буенос Айрес           | Estadio Cubierto de Tecnópolis     |
| април 18, 2015      | Аржентина              | Буенос Айрес           | Estadio Cubierto de Tecnópolis     |
| април 19, 2015      | Аржентина              | Буенос Айрес           | Estadio Cubierto de Tecnópolis     |
| април 22, 2015      | Уругвай                | Монтевидео             | Естадио Гран Парке Сентрал         |
| април 25, 2015      | Аржентина              | Бая Бланка             | Club Midgistas del Sur             |
| май 2, 2015         | Аржентина              | Ресистенсия            | Естадио Сентенарио                 |
| май 5, 2015         | Парагвай               | Асунсион               | Jockey Club                        |
| май 8, 2015         | Аржентина              | Кордоба                | Orfeo Superdomo                    |
| май 9, 2015         | Аржентина              | Кордоба                | Orfeo Superdomo                    |
| май 12, 2015        | Аржентина              | Салта                  | Estadio Padre Martearena           |
| май 15, 2015        | Еквадор                | Кито                   | Атауальпа Олимпик Стадиум          |
| май 17, 2015        | Еквадор                | Гуаякил                | Estádio Modelo Alberto Spencer     |
| май 20, 2015        | Перу                   | Лима                   | Jockey Club del Perú               |
| май 22, 2015        | Мексико                | Мексико Сити           | Auditorio Nacional                 |
| май 23, 2015        | Мексико                | Мексико Сити           | Auditorio Nacional                 |
| май 24, 2015        | Мексико                | Мексико Сити           | Auditorio Nacional                 |
| май 27, 2015        | Мексико                | Гуадалахара            | Auditorio Telmex                   |
| май 28, 2015        | Мексико                | Гуадалахара            | Auditorio Telmex                   |
| май 30, 2015        | Мексико                | Монтерей               | Auditorio Banamex                  |
| юни 3, 2015         | Колумбия               | Меделин                | Plaza de Toros La Macarena         |
| юни 6, 2015         | Колумбия               | Богота                 | Centro de Eventos Autopista Norte  |
| юни 7, 2015         | Колумбия               | Баранкиля              | Estadio Romelio Martinez           |
| юни 10, 2015        | Панама                 | Панама                 | Figali Convention Center           |
| юни 13, 2015        | Доминиканска република | Санто Доминго          | Estadio Quisqueya                  |
| юни 16, 2015        | Боливия                | Санта Крус де ла Сиера | Estadio Ramón Tahuichi Aguilera    |
| юни 19, 2015        | Аржентина              | Мендоса                | Arena Maipú                        |
| юни 20, 2015        | Аржентина              | Мендоса                | Arena Maipú                        |
| юни 6, 2015         | Аржентина              | Тукуман                | Club Atlético San Martín           |
| юни 23, 2015        | Бразилия               | Сао Пауло              | Citibank Hall                      |
| юни 28, 2015        | Бразилия               | Сао Пауло              | Citibank Hall                      |
| юни 30, 2015        | Бразилия               | Рио де Жанейро         | HSBC Arena                         |
| юли 3, 2015         | Чили                   | Сантяго де Чиле        | Movistar Arena                     |
| юли 4, 2015         | Чили                   | Сантяго де Чиле        | Movistar Arena                     |
| юли 5, 2015         | Чили                   | Сантяго де Чиле        | Movistar Arena                     |
| Европа              |                        |                        |                                    |
| август 22, 2015     | Полша                  | Варшава                | Национален стадион във Варшава     |
| август 25, 2015     | Полша                  | Краков                 | Краков Арена                       |
| август 26, 2015     | Полша                  | Краков                 | Краков Арена                       |
| август 29, 2015     | Унгария                | Будапеща               | Papp László Budapest Sportaréna    |
| август 30, 2015     | Унгария                | Будапеща               | Papp László Budapest Sportaréna    |
| септември 2, 2015   | Румъния                | Букурещ                | Piata Constitutiei                 |
| септември 5, 2015   | Австрия                | Виена                  | Винер Щатхале                      |
| септември 6, 2015   | Австрия                | Виена                  | Винер Щатхале                      |
| септември 11, 2015  | Италия                 | Верона                 | L'Arena                            |
| септември 13, 2015  | Италия                 | Пезаро                 | Adriatic Arena                     |
| септември 15, 2015  | Франция                | Париж                  | Zenith de Paris                    |
| септември 16, 2015  | Франция                | Париж                  | Zenith de Paris                    |
| септември 19, 2015  | Франция                | Нант                   | Zenith de Nantes                   |
| септември 20, 2015  | Франция                | Нант                   | Zenith de Nantes                   |
| септември 22, 2015  | Франция                | Бордо                  | Patinoire Mériadeck                |
| септември 23, 2015  | Франция                | Бордо                  | Patinoire Mériadeck                |
| септември 26, 2015  | Германия               | Щутгарт                | Hanns-Martin-Schleyer-Halle        |
| септември 27, 2015  | Германия               | Щутгарт                | Hanns-Martin-Schleyer-Halle        |
| октомври 13, 2015   | Германия               | Берлин                 | O2 Уърлд (Берлин)                  |
| октомври 17, 2015   | Германия               | Оберхаузен             | König-Pilsener-Arena               |
| октомври 18, 2015   | Белгия                 | Антверпен              | Спортпалейс                        |
| октомври 20, 2015   | Германия               | Кьолн                  | Ланксес Арена                      |
| октомври 23, 2015   | Германия               | Хамбург                | Колор Лайн Арена                   |
| октомври 24, 2015   | Германия               | Хамбург                | Колор Лайн Арена                   |
| октомври 27, 2015   | Германия               | Франкфурт на Майн      | Фестхале (Франкфурт на Майн)       |
| октомври 28, 2015   | Германия               | Франкфурт на Майн      | Фестхале (Франкфурт на Майн)       |
| октомври 30, 2015   | Франция                | Ница                   | Palais Nikaia                      |
| ноември 1, 2015     | Франция                | Ница                   | Palais Nikaia                      |

### Отменени
| Дата             | Град     | Страна   | Място                    |
| ---------------- | -------- | -------- | ------------------------ |
| Европа           |          |          |                          |
| 7 януари 2015    | Сарагоса | Испания  | Pabellón Príncipe Felipe |
| 1 септември 2015 | Нюрнберг | Германия | Арена (Нюрнберг)         |

| Списък с песните – 1-ва част (Европа) Испания, Португалия, Франция, Италия, Нидерландия, Белгия, Швейцария, Германия, Полша | Списък с песните – 1-ва част (Европа) Испания, Португалия, Франция, Италия, Нидерландия, Белгия, Швейцария, Германия, Полша | Списък с песните – 1-ва част (Европа) Испания, Португалия, Франция, Италия, Нидерландия, Белгия, Швейцария, Германия, Полша | Списък с песните – 1-ва част (Европа) Испания, Португалия, Франция, Италия, Нидерландия, Белгия, Швейцария, Германия, Полша | Списък с песните – 2-ра част (ЛатАм) без Бразилия Аржентина, Парагвай, Чили, Мексико, Доминиканска република, Боливия, Уругвай, Еквадор, Перу, Колумбия, Панама | Списък с песните – 2-ра част (ЛатАм) без Бразилия Аржентина, Парагвай, Чили, Мексико, Доминиканска република, Боливия, Уругвай, Еквадор, Перу, Колумбия, Панама | Списък с песните – 2-ра част (ЛатАм) без Бразилия Аржентина, Парагвай, Чили, Мексико, Доминиканска република, Боливия, Уругвай, Еквадор, Перу, Колумбия, Панама | Списък с песните – 2-ра част (ЛатАм) без Бразилия Аржентина, Парагвай, Чили, Мексико, Доминиканска република, Боливия, Уругвай, Еквадор, Перу, Колумбия, Панама | Списък с песните – 2-ра част (Бразилия) Бразилия | Списък с песните – 2-ра част (Бразилия) Бразилия | Списък с песните – 2-ра част (Бразилия) Бразилия | Списък с песните – 2-ра част (Бразилия) Бразилия | Списък с песните – 3-та част (Европа) Полша, Унгария, Франция, Италия, Белгия, Австрия, Германия | Списък с песните – 3-та част (Европа) Полша, Унгария, Франция, Италия, Белгия, Австрия, Германия | Списък с песните – 3-та част (Европа) Полша, Унгария, Франция, Италия, Белгия, Австрия, Германия | Списък с песните – 3-та част (Европа) Полша, Унгария, Франция, Италия, Белгия, Австрия, Германия |
| --- | --- | --- | --- | --- | --- | --- | --- | --- | --- | --- | --- | --- | --- | --- | --- |
| 1. En Gira (Каст) 2. Tienes El Talento (Каст) 3. Euforia (Каст) 4. Habla Si Puedes (Мартина Стоесел) 5. Podemos (Мартина Стоесел и Хорхе Бланко) 6. Are You Ready For The Ride? (Хорхе Бланко, Руджеро Паскуарели, Факундо Гамбанде, Самуел Насименто) 7. Alcancemos Las Estrellas (Мартина Стоесел, Канделария Молфесе, Алба Рико, Мерседес Ламбре) 8. Voy Por Ti – акустична версия (Хорхе Бланко) 9. Voy Por Ti (Хорхе Бланко) 10. Underneath It All (Мартина Стоесел) 11. Luz, Camara, Acción (Руджеро Паскуарели) 12. Código Amistad (Мартина Стоесел и Канделария Молфесе) 13. Entre dos Mundos (Хорхе Бланко) 14. Peligrosamente Bellas (Алба Рико и Мерседес Ламбре) 15. Veo Veo (Мартина Стоесел и Канделария Молфесе) 16. Yo Soy Así (Диего Домингес) 17. Supercreativa (Мартина Стоесел) 18. Te Esperaré (Хорхе Бланко) 19. Como Quieres (Мартина Стоесел) 20. Ven Con Nosotros (Хорхе Бланко, Руджеро Паскуарели, Факундо Гамбанде, Самуел Насименто) 21. Ser Quien Soy (Диего Домингес и Мартина Стоесел) 22. On Beat (Каст) 23. Juntos Somos Más (Каст) 24. Soy Mi Mejor Momento – акустична версия (Мартина Стоесел) 25. Soy Mi Mejor Momento (Мартина Стоесел) 26. Ser Mejor (Каст) 27. En Gira (Каст) 28. Te Creo (Мартина Стоесел) 29. En Mi Mundo (Каст) - Libre soy (всички без Италия) / All Alba Sorgerò (Италия) (Мартина Стоесел) | 1. En Gira (Каст) 2. Tienes El Talento (Каст) 3. Euforia (Каст) 4. Habla Si Puedes (Мартина Стоесел) 5. Podemos (Мартина Стоесел и Хорхе Бланко) 6. Are You Ready For The Ride? (Хорхе Бланко, Руджеро Паскуарели, Факундо Гамбанде, Самуел Насименто) 7. Alcancemos Las Estrellas (Мартина Стоесел, Канделария Молфесе, Алба Рико, Мерседес Ламбре) 8. Voy Por Ti – акустична версия (Хорхе Бланко) 9. Voy Por Ti (Хорхе Бланко) 10. Underneath It All (Мартина Стоесел) 11. Luz, Camara, Acción (Руджеро Паскуарели) 12. Código Amistad (Мартина Стоесел и Канделария Молфесе) 13. Entre dos Mundos (Хорхе Бланко) 14. Peligrosamente Bellas (Алба Рико и Мерседес Ламбре) 15. Veo Veo (Мартина Стоесел и Канделария Молфесе) 16. Yo Soy Así (Диего Домингес) 17. Supercreativa (Мартина Стоесел) 18. Te Esperaré (Хорхе Бланко) 19. Como Quieres (Мартина Стоесел) 20. Ven Con Nosotros (Хорхе Бланко, Руджеро Паскуарели, Факундо Гамбанде, Самуел Насименто) 21. Ser Quien Soy (Диего Домингес и Мартина Стоесел) 22. On Beat (Каст) 23. Juntos Somos Más (Каст) 24. Soy Mi Mejor Momento – акустична версия (Мартина Стоесел) 25. Soy Mi Mejor Momento (Мартина Стоесел) 26. Ser Mejor (Каст) 27. En Gira (Каст) 28. Te Creo (Мартина Стоесел) 29. En Mi Mundo (Каст) - Libre soy (всички без Италия) / All Alba Sorgerò (Италия) (Мартина Стоесел) | 1. En Gira (Каст) 2. Tienes El Talento (Каст) 3. Euforia (Каст) 4. Habla Si Puedes (Мартина Стоесел) 5. Podemos (Мартина Стоесел и Хорхе Бланко) 6. Are You Ready For The Ride? (Хорхе Бланко, Руджеро Паскуарели, Факундо Гамбанде, Самуел Насименто) 7. Alcancemos Las Estrellas (Мартина Стоесел, Канделария Молфесе, Алба Рико, Мерседес Ламбре) 8. Voy Por Ti – акустична версия (Хорхе Бланко) 9. Voy Por Ti (Хорхе Бланко) 10. Underneath It All (Мартина Стоесел) 11. Luz, Camara, Acción (Руджеро Паскуарели) 12. Código Amistad (Мартина Стоесел и Канделария Молфесе) 13. Entre dos Mundos (Хорхе Бланко) 14. Peligrosamente Bellas (Алба Рико и Мерседес Ламбре) 15. Veo Veo (Мартина Стоесел и Канделария Молфесе) 16. Yo Soy Así (Диего Домингес) 17. Supercreativa (Мартина Стоесел) 18. Te Esperaré (Хорхе Бланко) 19. Como Quieres (Мартина Стоесел) 20. Ven Con Nosotros (Хорхе Бланко, Руджеро Паскуарели, Факундо Гамбанде, Самуел Насименто) 21. Ser Quien Soy (Диего Домингес и Мартина Стоесел) 22. On Beat (Каст) 23. Juntos Somos Más (Каст) 24. Soy Mi Mejor Momento – акустична версия (Мартина Стоесел) 25. Soy Mi Mejor Momento (Мартина Стоесел) 26. Ser Mejor (Каст) 27. En Gira (Каст) 28. Te Creo (Мартина Стоесел) 29. En Mi Mundo (Каст) - Libre soy (всички без Италия) / All Alba Sorgerò (Италия) (Мартина Стоесел) | 1. En Gira (Каст) 2. Tienes El Talento (Каст) 3. Euforia (Каст) 4. Habla Si Puedes (Мартина Стоесел) 5. Podemos (Мартина Стоесел и Хорхе Бланко) 6. Are You Ready For The Ride? (Хорхе Бланко, Руджеро Паскуарели, Факундо Гамбанде, Самуел Насименто) 7. Alcancemos Las Estrellas (Мартина Стоесел, Канделария Молфесе, Алба Рико, Мерседес Ламбре) 8. Voy Por Ti – акустична версия (Хорхе Бланко) 9. Voy Por Ti (Хорхе Бланко) 10. Underneath It All (Мартина Стоесел) 11. Luz, Camara, Acción (Руджеро Паскуарели) 12. Código Amistad (Мартина Стоесел и Канделария Молфесе) 13. Entre dos Mundos (Хорхе Бланко) 14. Peligrosamente Bellas (Алба Рико и Мерседес Ламбре) 15. Veo Veo (Мартина Стоесел и Канделария Молфесе) 16. Yo Soy Así (Диего Домингес) 17. Supercreativa (Мартина Стоесел) 18. Te Esperaré (Хорхе Бланко) 19. Como Quieres (Мартина Стоесел) 20. Ven Con Nosotros (Хорхе Бланко, Руджеро Паскуарели, Факундо Гамбанде, Самуел Насименто) 21. Ser Quien Soy (Диего Домингес и Мартина Стоесел) 22. On Beat (Каст) 23. Juntos Somos Más (Каст) 24. Soy Mi Mejor Momento – акустична версия (Мартина Стоесел) 25. Soy Mi Mejor Momento (Мартина Стоесел) 26. Ser Mejor (Каст) 27. En Gira (Каст) 28. Te Creo (Мартина Стоесел) 29. En Mi Mundo (Каст) - Libre soy (всички без Италия) / All Alba Sorgerò (Италия) (Мартина Стоесел) | 1. En Gira (Каст) 2. Euforia (Каст) 3. Habla Si Puedes (Мартина Стоесел) 4. Abrázame y Verás (Мартина Стоесел и Хорхе Бланко) 5. Are You Ready For The Ride? (Хорхе Бланко, Факундо Гамбанде, Самуел Насименто) 6. Alcancemos las estrellas (Мартина Стоесел, Алба Рико, Канделария Молфесе, Мерседес Ламбре) 7. Voy Por Ti – акустика (Хорхе Бланко) 8. Voy Por Ti (Хорхе Бланко) 9. Underneath It All (Мартина Стоесел) 10. Más Que Dos (Мартина Стоесел и Мерседес Ламбре) 11. Entre dos mundos (Хорхе Бланко) 12. Peligrosamente bellas (Алба Рико и Мерседес Ламбре) 13. Código Amistad (Мартина Стоесел и Канделария Молфесе) 14. Yo Soy Así (Диего Домингес) 15. Supercreativa (Мартина Стоесел) 16. Amor en el aire (Хорхе Бланко) 17. Como quieres (Мартина Стоесел) 18. Ven con nosotros (Хорхе Бланко, Факундо Гамбанде, Самуел Насименто) 19. Ser Quien Soy (Диего Домингес и Мартина Стоесел) 20. On Beat (Каст) 21. Juntos Somos Más (Каст) 22. Soy Mi Mejor Momento – акустика (Мартина Стоесел) 23. Soy Mi Mejor Momento (Мартина Стоесел) 24. Ser Mejor (Каст) 25. Te Creo (Мартина Стоесел) 26. En Mi Mundo (Каст) - Libre soy (Мартина Стоесел) - Crecimos juntos (Мартина Стоесел) | 1. En Gira (Каст) 2. Euforia (Каст) 3. Habla Si Puedes (Мартина Стоесел) 4. Abrázame y Verás (Мартина Стоесел и Хорхе Бланко) 5. Are You Ready For The Ride? (Хорхе Бланко, Факундо Гамбанде, Самуел Насименто) 6. Alcancemos las estrellas (Мартина Стоесел, Алба Рико, Канделария Молфесе, Мерседес Ламбре) 7. Voy Por Ti – акустика (Хорхе Бланко) 8. Voy Por Ti (Хорхе Бланко) 9. Underneath It All (Мартина Стоесел) 10. Más Que Dos (Мартина Стоесел и Мерседес Ламбре) 11. Entre dos mundos (Хорхе Бланко) 12. Peligrosamente bellas (Алба Рико и Мерседес Ламбре) 13. Código Amistad (Мартина Стоесел и Канделария Молфесе) 14. Yo Soy Así (Диего Домингес) 15. Supercreativa (Мартина Стоесел) 16. Amor en el aire (Хорхе Бланко) 17. Como quieres (Мартина Стоесел) 18. Ven con nosotros (Хорхе Бланко, Факундо Гамбанде, Самуел Насименто) 19. Ser Quien Soy (Диего Домингес и Мартина Стоесел) 20. On Beat (Каст) 21. Juntos Somos Más (Каст) 22. Soy Mi Mejor Momento – акустика (Мартина Стоесел) 23. Soy Mi Mejor Momento (Мартина Стоесел) 24. Ser Mejor (Каст) 25. Te Creo (Мартина Стоесел) 26. En Mi Mundo (Каст) - Libre soy (Мартина Стоесел) - Crecimos juntos (Мартина Стоесел) | 1. En Gira (Каст) 2. Euforia (Каст) 3. Habla Si Puedes (Мартина Стоесел) 4. Abrázame y Verás (Мартина Стоесел и Хорхе Бланко) 5. Are You Ready For The Ride? (Хорхе Бланко, Факундо Гамбанде, Самуел Насименто) 6. Alcancemos las estrellas (Мартина Стоесел, Алба Рико, Канделария Молфесе, Мерседес Ламбре) 7. Voy Por Ti – акустика (Хорхе Бланко) 8. Voy Por Ti (Хорхе Бланко) 9. Underneath It All (Мартина Стоесел) 10. Más Que Dos (Мартина Стоесел и Мерседес Ламбре) 11. Entre dos mundos (Хорхе Бланко) 12. Peligrosamente bellas (Алба Рико и Мерседес Ламбре) 13. Código Amistad (Мартина Стоесел и Канделария Молфесе) 14. Yo Soy Así (Диего Домингес) 15. Supercreativa (Мартина Стоесел) 16. Amor en el aire (Хорхе Бланко) 17. Como quieres (Мартина Стоесел) 18. Ven con nosotros (Хорхе Бланко, Факундо Гамбанде, Самуел Насименто) 19. Ser Quien Soy (Диего Домингес и Мартина Стоесел) 20. On Beat (Каст) 21. Juntos Somos Más (Каст) 22. Soy Mi Mejor Momento – акустика (Мартина Стоесел) 23. Soy Mi Mejor Momento (Мартина Стоесел) 24. Ser Mejor (Каст) 25. Te Creo (Мартина Стоесел) 26. En Mi Mundo (Каст) - Libre soy (Мартина Стоесел) - Crecimos juntos (Мартина Стоесел) | 1. En Gira (Каст) 2. Euforia (Каст) 3. Habla Si Puedes (Мартина Стоесел) 4. Abrázame y Verás (Мартина Стоесел и Хорхе Бланко) 5. Are You Ready For The Ride? (Хорхе Бланко, Факундо Гамбанде, Самуел Насименто) 6. Alcancemos las estrellas (Мартина Стоесел, Алба Рико, Канделария Молфесе, Мерседес Ламбре) 7. Voy Por Ti – акустика (Хорхе Бланко) 8. Voy Por Ti (Хорхе Бланко) 9. Underneath It All (Мартина Стоесел) 10. Más Que Dos (Мартина Стоесел и Мерседес Ламбре) 11. Entre dos mundos (Хорхе Бланко) 12. Peligrosamente bellas (Алба Рико и Мерседес Ламбре) 13. Código Amistad (Мартина Стоесел и Канделария Молфесе) 14. Yo Soy Así (Диего Домингес) 15. Supercreativa (Мартина Стоесел) 16. Amor en el aire (Хорхе Бланко) 17. Como quieres (Мартина Стоесел) 18. Ven con nosotros (Хорхе Бланко, Факундо Гамбанде, Самуел Насименто) 19. Ser Quien Soy (Диего Домингес и Мартина Стоесел) 20. On Beat (Каст) 21. Juntos Somos Más (Каст) 22. Soy Mi Mejor Momento – акустика (Мартина Стоесел) 23. Soy Mi Mejor Momento (Мартина Стоесел) 24. Ser Mejor (Каст) 25. Te Creo (Мартина Стоесел) 26. En Mi Mundo (Каст) - Libre soy (Мартина Стоесел) - Crecimos juntos (Мартина Стоесел) | 1. En Gira (Каст) 2. Euforia (Каст) 3. Habla Si Puedes (Мартина Стоесел) 4. Abrázame y Verás (Мартина Стоесел и Хорхе Бланко) 5. Te Fazer Feliz (Самуел Насименто) 6. Alcancemos las estrellas (Мартина Стоесел, Алба Рико, Канделария Молфесе, Мерседес Ламбре) 7. Voy Por Ti – акустика (Хорхе Бланко) 8. Voy Por Ti (Хорхе Бланко) 9. Underneath It All (Мартина Стоесел) 10. Más Que Dos (Мартина Стоесел и Мерседес Ламбре) 11. Entre dos mundos (Хорхе Бланко) 12. Peligrosamente bellas (Алба Рико и Мерседес Ламбре) 13. Código Amistad (Мартина Стоесел и Канделария Молфесе) 14. Yo Soy Así (Диего Домингес) 15. Supercreativa (Мартина Стоесел) 16. Amor en el aire (Хорхе Бланко) 17. Como quieres (Мартина Стоесел) 18. Ven con nosotros (Хорхе Бланко, Факундо Гамбанде, Самуел Насименто) 19. Ser Quien Soy (Диего Домингес и Мартина Стоесел) 20. On Beat (Каст) 21. Juntos Somos Más (Каст) 22. Soy Mi Mejor Momento – акустика (Мартина Стоесел) 23. Soy Mi Mejor Momento (Мартина Стоесел) 24. Ser Mejor (Каст) 25. Te Creo (Мартина Стоесел) 26. En Mi Mundo (Каст) - Libre soy (Мартина Стоесел) | 1. En Gira (Каст) 2. Euforia (Каст) 3. Habla Si Puedes (Мартина Стоесел) 4. Abrázame y Verás (Мартина Стоесел и Хорхе Бланко) 5. Te Fazer Feliz (Самуел Насименто) 6. Alcancemos las estrellas (Мартина Стоесел, Алба Рико, Канделария Молфесе, Мерседес Ламбре) 7. Voy Por Ti – акустика (Хорхе Бланко) 8. Voy Por Ti (Хорхе Бланко) 9. Underneath It All (Мартина Стоесел) 10. Más Que Dos (Мартина Стоесел и Мерседес Ламбре) 11. Entre dos mundos (Хорхе Бланко) 12. Peligrosamente bellas (Алба Рико и Мерседес Ламбре) 13. Código Amistad (Мартина Стоесел и Канделария Молфесе) 14. Yo Soy Así (Диего Домингес) 15. Supercreativa (Мартина Стоесел) 16. Amor en el aire (Хорхе Бланко) 17. Como quieres (Мартина Стоесел) 18. Ven con nosotros (Хорхе Бланко, Факундо Гамбанде, Самуел Насименто) 19. Ser Quien Soy (Диего Домингес и Мартина Стоесел) 20. On Beat (Каст) 21. Juntos Somos Más (Каст) 22. Soy Mi Mejor Momento – акустика (Мартина Стоесел) 23. Soy Mi Mejor Momento (Мартина Стоесел) 24. Ser Mejor (Каст) 25. Te Creo (Мартина Стоесел) 26. En Mi Mundo (Каст) - Libre soy (Мартина Стоесел) | 1. En Gira (Каст) 2. Euforia (Каст) 3. Habla Si Puedes (Мартина Стоесел) 4. Abrázame y Verás (Мартина Стоесел и Хорхе Бланко) 5. Te Fazer Feliz (Самуел Насименто) 6. Alcancemos las estrellas (Мартина Стоесел, Алба Рико, Канделария Молфесе, Мерседес Ламбре) 7. Voy Por Ti – акустика (Хорхе Бланко) 8. Voy Por Ti (Хорхе Бланко) 9. Underneath It All (Мартина Стоесел) 10. Más Que Dos (Мартина Стоесел и Мерседес Ламбре) 11. Entre dos mundos (Хорхе Бланко) 12. Peligrosamente bellas (Алба Рико и Мерседес Ламбре) 13. Código Amistad (Мартина Стоесел и Канделария Молфесе) 14. Yo Soy Así (Диего Домингес) 15. Supercreativa (Мартина Стоесел) 16. Amor en el aire (Хорхе Бланко) 17. Como quieres (Мартина Стоесел) 18. Ven con nosotros (Хорхе Бланко, Факундо Гамбанде, Самуел Насименто) 19. Ser Quien Soy (Диего Домингес и Мартина Стоесел) 20. On Beat (Каст) 21. Juntos Somos Más (Каст) 22. Soy Mi Mejor Momento – акустика (Мартина Стоесел) 23. Soy Mi Mejor Momento (Мартина Стоесел) 24. Ser Mejor (Каст) 25. Te Creo (Мартина Стоесел) 26. En Mi Mundo (Каст) - Libre soy (Мартина Стоесел) | 1. En Gira (Каст) 2. Euforia (Каст) 3. Habla Si Puedes (Мартина Стоесел) 4. Abrázame y Verás (Мартина Стоесел и Хорхе Бланко) 5. Te Fazer Feliz (Самуел Насименто) 6. Alcancemos las estrellas (Мартина Стоесел, Алба Рико, Канделария Молфесе, Мерседес Ламбре) 7. Voy Por Ti – акустика (Хорхе Бланко) 8. Voy Por Ti (Хорхе Бланко) 9. Underneath It All (Мартина Стоесел) 10. Más Que Dos (Мартина Стоесел и Мерседес Ламбре) 11. Entre dos mundos (Хорхе Бланко) 12. Peligrosamente bellas (Алба Рико и Мерседес Ламбре) 13. Código Amistad (Мартина Стоесел и Канделария Молфесе) 14. Yo Soy Así (Диего Домингес) 15. Supercreativa (Мартина Стоесел) 16. Amor en el aire (Хорхе Бланко) 17. Como quieres (Мартина Стоесел) 18. Ven con nosotros (Хорхе Бланко, Факундо Гамбанде, Самуел Насименто) 19. Ser Quien Soy (Диего Домингес и Мартина Стоесел) 20. On Beat (Каст) 21. Juntos Somos Más (Каст) 22. Soy Mi Mejor Momento – акустика (Мартина Стоесел) 23. Soy Mi Mejor Momento (Мартина Стоесел) 24. Ser Mejor (Каст) 25. Te Creo (Мартина Стоесел) 26. En Mi Mundo (Каст) - Libre soy (Мартина Стоесел) | 1. En Gira (Каст) 2. Tienes El Talento (Каст) 3. Euforia (Каст) 4. Habla Si Puedes (Мартина Стоесел) 5. Abrázame y Verás (Мартина Стоесел и Хорхе Бланко) 6. Are You Ready For The Ride? (Хорхе Бланко, Факундо Гамбанде, Самуел Насименто) 7. Alcancemos las estrellas (Мартина Стоесел, Алба Рико, Канделария Молфесе, Мерседес Ламбре) 8. Voy Por Ti – акустика (Хорхе Бланко) 9. Voy Por Ti (Хорхе Бланко) 10. Underneath It All (Мартина Стоесел) 11. Amor En El Aire (Хорхе Бланко) 12. Código Amistad (Мартина Стоесел и Канделария Молфесе) 13. Entre Dos Mundos (Хорхе Бланко) 14. Peligrosamente Bellas (Алба Рико и Мерседес Ламбре) 15. Veo veo (Мартина Стоесел и Канделария Молфесе) 16. Más Que Dos (Мартина Стоесел и Мерседес Ламбре) 17. Yo soy asi (Диего Домингес) 18. Supercreativa (Мартина Стоесел) 19. Ven con nosotros (Хорхе Бланко, Факундо Гамбанде, Самуел Насименто) 20. Como Quieres (Мартина Стоесел) 21. Ser Quien Soy (Диего Домингес и Хорхе Бланко) 22. On Beat (Каст) 23. Juntos Somos Más (Каст освен Мартина Стоесел) 24. Soy Mi Mejor Momento – акустика (Мартина Стоесел) 25. Soy Mi Mejor Momento (Мартина Стоесел) 26. Ser Mejor (Каст) 27. Te Creo (Мартина Стоесел) 28. En Mi Mundo (Каст) - Libre soy (Мартина Стоесел) 29. Crecimos juntos (Каст) | 1. En Gira (Каст) 2. Tienes El Talento (Каст) 3. Euforia (Каст) 4. Habla Si Puedes (Мартина Стоесел) 5. Abrázame y Verás (Мартина Стоесел и Хорхе Бланко) 6. Are You Ready For The Ride? (Хорхе Бланко, Факундо Гамбанде, Самуел Насименто) 7. Alcancemos las estrellas (Мартина Стоесел, Алба Рико, Канделария Молфесе, Мерседес Ламбре) 8. Voy Por Ti – акустика (Хорхе Бланко) 9. Voy Por Ti (Хорхе Бланко) 10. Underneath It All (Мартина Стоесел) 11. Amor En El Aire (Хорхе Бланко) 12. Código Amistad (Мартина Стоесел и Канделария Молфесе) 13. Entre Dos Mundos (Хорхе Бланко) 14. Peligrosamente Bellas (Алба Рико и Мерседес Ламбре) 15. Veo veo (Мартина Стоесел и Канделария Молфесе) 16. Más Que Dos (Мартина Стоесел и Мерседес Ламбре) 17. Yo soy asi (Диего Домингес) 18. Supercreativa (Мартина Стоесел) 19. Ven con nosotros (Хорхе Бланко, Факундо Гамбанде, Самуел Насименто) 20. Como Quieres (Мартина Стоесел) 21. Ser Quien Soy (Диего Домингес и Хорхе Бланко) 22. On Beat (Каст) 23. Juntos Somos Más (Каст освен Мартина Стоесел) 24. Soy Mi Mejor Momento – акустика (Мартина Стоесел) 25. Soy Mi Mejor Momento (Мартина Стоесел) 26. Ser Mejor (Каст) 27. Te Creo (Мартина Стоесел) 28. En Mi Mundo (Каст) - Libre soy (Мартина Стоесел) 29. Crecimos juntos (Каст) | 1. En Gira (Каст) 2. Tienes El Talento (Каст) 3. Euforia (Каст) 4. Habla Si Puedes (Мартина Стоесел) 5. Abrázame y Verás (Мартина Стоесел и Хорхе Бланко) 6. Are You Ready For The Ride? (Хорхе Бланко, Факундо Гамбанде, Самуел Насименто) 7. Alcancemos las estrellas (Мартина Стоесел, Алба Рико, Канделария Молфесе, Мерседес Ламбре) 8. Voy Por Ti – акустика (Хорхе Бланко) 9. Voy Por Ti (Хорхе Бланко) 10. Underneath It All (Мартина Стоесел) 11. Amor En El Aire (Хорхе Бланко) 12. Código Amistad (Мартина Стоесел и Канделария Молфесе) 13. Entre Dos Mundos (Хорхе Бланко) 14. Peligrosamente Bellas (Алба Рико и Мерседес Ламбре) 15. Veo veo (Мартина Стоесел и Канделария Молфесе) 16. Más Que Dos (Мартина Стоесел и Мерседес Ламбре) 17. Yo soy asi (Диего Домингес) 18. Supercreativa (Мартина Стоесел) 19. Ven con nosotros (Хорхе Бланко, Факундо Гамбанде, Самуел Насименто) 20. Como Quieres (Мартина Стоесел) 21. Ser Quien Soy (Диего Домингес и Хорхе Бланко) 22. On Beat (Каст) 23. Juntos Somos Más (Каст освен Мартина Стоесел) 24. Soy Mi Mejor Momento – акустика (Мартина Стоесел) 25. Soy Mi Mejor Momento (Мартина Стоесел) 26. Ser Mejor (Каст) 27. Te Creo (Мартина Стоесел) 28. En Mi Mundo (Каст) - Libre soy (Мартина Стоесел) 29. Crecimos juntos (Каст) | 1. En Gira (Каст) 2. Tienes El Talento (Каст) 3. Euforia (Каст) 4. Habla Si Puedes (Мартина Стоесел) 5. Abrázame y Verás (Мартина Стоесел и Хорхе Бланко) 6. Are You Ready For The Ride? (Хорхе Бланко, Факундо Гамбанде, Самуел Насименто) 7. Alcancemos las estrellas (Мартина Стоесел, Алба Рико, Канделария Молфесе, Мерседес Ламбре) 8. Voy Por Ti – акустика (Хорхе Бланко) 9. Voy Por Ti (Хорхе Бланко) 10. Underneath It All (Мартина Стоесел) 11. Amor En El Aire (Хорхе Бланко) 12. Código Amistad (Мартина Стоесел и Канделария Молфесе) 13. Entre Dos Mundos (Хорхе Бланко) 14. Peligrosamente Bellas (Алба Рико и Мерседес Ламбре) 15. Veo veo (Мартина Стоесел и Канделария Молфесе) 16. Más Que Dos (Мартина Стоесел и Мерседес Ламбре) 17. Yo soy asi (Диего Домингес) 18. Supercreativa (Мартина Стоесел) 19. Ven con nosotros (Хорхе Бланко, Факундо Гамбанде, Самуел Насименто) 20. Como Quieres (Мартина Стоесел) 21. Ser Quien Soy (Диего Домингес и Хорхе Бланко) 22. On Beat (Каст) 23. Juntos Somos Más (Каст освен Мартина Стоесел) 24. Soy Mi Mejor Momento – акустика (Мартина Стоесел) 25. Soy Mi Mejor Momento (Мартина Стоесел) 26. Ser Mejor (Каст) 27. Te Creo (Мартина Стоесел) 28. En Mi Mundo (Каст) - Libre soy (Мартина Стоесел) 29. Crecimos juntos (Каст) |

## Награди и номинации
| Година | Награда                      | Категория                                        | Кандидат              | Резултат   |
| ------ | ---------------------------- | ------------------------------------------------ | --------------------- | ---------- |
| 2012   | Kids Choice Awards Argentina | Programa de TV favorito                          | -                     | Номиниран  |
| 2012   | Kids Choice Awards Argentina | Actor favorito                                   | Pablo Espinosa        | Печели     |
| 2012   | Kids Choice Awards Argentina | Villano favorito                                 | Mercedes Lambre       | Печели     |
| 2012   | Kids Choice Awards Argentina | Revelación                                       | Martina Stoessel      | Печели     |
| 2013   | Kids' Choice Awards          | Artista latino favorito                          | Martina Stoessel      | Номинирана |
| 2013   | Premios Gardel               | Mejor álbum banda de sonido de cine / televisión | Violetta              | Печели     |
| 2013   | Premios Martín Fierro        | Mejor programa infantil / juvenil                | -                     | Печели     |
| 2013   | Premios Martín Fierro        | Revelación                                       | Martina Stoessel      | Печели     |
| 2013   | Kids Choice Awards México    | Actor favorito                                   | Jorge Blanco          | Печели     |
| 2013   | Kids Choice Awards México    | Programa o serie favorita                        | -                     | Номиниран  |
| 2013   | Kids Choice Awards México    | Villano favorito                                 | Mercedes Lambre       | Номинирана |
| 2013   | Kids Choice Awards México    | Actor de reparto favorito                        | Pablo Espinosa        | Номиниран  |
| 2013   | Kids Choice Awards México    | Actriz de reparto favorita                       | Clara Alonso          | Номинирана |
| 2013   | Kids Choice Awards Argentina | Programa de TV favorito                          | -                     | Печели     |
| 2013   | Kids Choice Awards Argentina | Actor de TV favorito                             | Jorge Blanco          | Номиниран  |
| 2013   | Kids Choice Awards Argentina | Actriz de TV favorita                            | Martina Stoessel      | Номинирана |
| 2013   | Kids Choice Awards Argentina | Actriz de TV favorita                            | Lodovica Comello      | Номинирана |
| 2013   | Kids Choice Awards Argentina | Actor de reparto favorito                        | Samuel Nascimento     | Печели     |
| 2013   | Kids Choice Awards Argentina | Villano favorito                                 | Mercedes Lambre       | Печели     |
| 2013   | Kids Choice Awards Argentina | Revelación                                       | Xabiani Ponce De León | Номиниран  |
| 2014   | Kids' Choice Awards Colombia | Programa de TV favorito                          | -                     | Номиниран  |
| 2014   | Kids' Choice Awards Colombia | Actor favorito                                   | Jorge Blanco          | Печели     |
| 2014   | Kids' Choice Awards Colombia | Villana favorita                                 | Mercedes Lambre       | Печели     |
| 2014   | Kids' Choice Awards Colombia | Actriz favorita                                  | Martina Stoessel      | Печели     |
| 2014   | Kids Choice Awards México    | Programa o Serie Favorito                        | -                     | Номиниран  |
| 2014   | Kids Choice Awards México    | Actor favorito                                   | Jorge Blanco          | Печели     |
| 2014   | Kids Choice Awards México    | Villano favorito                                 | Diego Dominguez       | Номиниран  |
| 2014   | Kids Choice Awards México    | Obra de Teatro Favorita                          | Violetta              | Номиниран  |

## Излъчване
| Държава                                                                                     | Канал                               | Начало на сезон 1 | Начало на сезон 2 | Начало на сезон 3 | Заглавие |
| ------------------------------------------------------------------------------------------- | ----------------------------------- | ----------------- | ----------------- | ----------------- | -------- |
| Аржентина, Мексико                                                                          | Disney Channel Латинска Америка     | 14 май 2012       | 29 април 2013     | 28 юли 2014       | Violetta |
| България                                                                                    | Disney Channel България             | 18 февруари 2013  | 21 октомври 2013  | 10 ноември 2014   | Виолета  |
| Полша                                                                                       | Disney Channel Полша                | 18 февруари 2013  | 21 октомври 2013  | 10 ноември 2014   | Violetta |
| Румъния                                                                                     | Disney Channel Румъния              | 18 февруари 2013  | 21 октомври 2013  | 10 ноември 2014   | Violetta |
| Испания                                                                                     | Disney Channel Испания              | 17 септември 2012 | 23 септември 2013 | 22 септември 2014 | Violetta |
| Франция                                                                                     | Disney Channel Франция              | 1 октомври 2012   | 30 септември 2013 | 13 октомври 2014  | Violetta |
| Бразилия                                                                                    | Disney Channel Бразилия             | 10 септември 2012 | 19 август 2013    | 22 септември 2014 | Violetta |
| Италия                                                                                      | Disney Channel Италия               | 14 май 2012       | 3 юни 2013        | 20 октомври 2014  | Violetta |
| Израел                                                                                      | Disney Channel Израел               | 3 септември 2012  | 29 септември 2013 | 8 февруари 2015   | ויולטה   |
| Русия                                                                                       | Disney Channel Русия                | 15 октомври 2012  | 30 септември 2013 | 2 февруари 2015   | Виолетта |
| Нидерландия · Белгия                                                                        | Disney Channel Нидерландия и Белгия | 16 септември 2013 | 28 април 2014     | 6 април 2015      | Violetta |
| Португалия                                                                                  | Disney Channel Португалия           | 16 септември 2013 | 22 септември 2014 | 4 май 2015        | Violetta |
| Оландски острови · Дания · Финландия · Гренландия · Исландия · Фарьорски острови · Норвегия | Disney Channel Скандинавия          | 14 октомври 2013  | 13 октомври 2014  | 12 октомври 2015  | Violetta |
| Германия · Австрия · Лихтенщайн · Швейцария                                                 | Disney Channel Германия             | 1 май 2014        | 16 март 2015      | 7 март 2016       | Violetta |

### Други издания
| Държава                                  | Канал                              | Начало                           | Заглавие |
| ---------------------------------------- | ---------------------------------- | -------------------------------- | -------- |
| Аржентина                                | El Trece y afiliados               | 24 септември 2012                | Violetta |
| Латинска Америка (включително Аржентина) | El Trece Internacional y afiliados | 24 септември 2012                | Violetta |
| Армения                                  | Lime TV                            | 7 юли 2013                       | Վիոլետտա |
| Бразилия                                 | Band                               | 2 декември 2013                  | Violetta |
| Чили                                     | Mega                               | 14 януари 2013                   | Violetta |
| Еквадор                                  | TC Televisión                      | 14 януари 2013                   | Violetta |
| Италия                                   | Rai Gulp                           | 8 април 2013                     | Violetta |
| Парагвай                                 | Telefuturo y Latele                | 22 април 2013 / 1 септември 2014 | Violetta |
| Перу                                     | ATV                                | 30 юли 2013                      | Violetta |
| Република Доминикана                     | Telesistema                        | 19 август 2013                   | Violetta |
| Венецуела                                | Tves                               | Ваканциите през 2014             | Violetta |
| България                                 | Nova TV                            | 10 януари 2015                   | Виолета  |